# پارالمپیک تابستانی ۲۰۰۸
بازی‌های پارالمپیک تابستانی ۲۰۰۸ سیزدهمین دوره بازی‌های پارالمپیک است که از ۱۶ تا ۲۷ شهریور ۱۳۸۷ (۶ سپتامبر تا ۱۷ سپتامبر ۲۰۰۸) در پکن برگزار شد. همانند بازی‌های المپیک پکن رقابت‌های سوارکاری در هنگ کنگ و مسابقات قایق‌رانی بادبانی در چینگدائو برگزار می‌شود.
شعار این مسابقات «یک جهان، یک رویا» (به چینی: 同一個世界 同一個夢想) است و شرکت حدود ۴۲۰۰ ورزش‌کار از ۱۴۸ کشور دنیا در ۲۰ رشته ورزشی آن را بزرگترین پارالیمپیک برگزار شده تا به‌حال ساخته است.

## شرکت‌کنندگان
در فهرست زیر کشورهای شرکت‌کننده در بازی‌های پارالمپیک تابستانی ۲۰۰۸ ذکر شده‌است.
کشورهای بوروندی و گابون برای اولین بار در بازی‌های پارالمپیک تابستانی شرکت کرده‌اند.
| - افغانستان - الجزایر - آنگولا - آرژانتین - ارمنستان - استرالیا - اتریش - آذربایجان - بحرین - بنگلادش - باربادوس - بلاروس - بلژیک - بنین - برمودا - بوسنی و هرزگوین - بوتسوانا - برزیل - بلغارستان - بورکینافاسو - بوروندی - کامبوج - کانادا - کیپ ورد - آفریقای مرکزی - شیلی - چین - کلمبیا - کاستاریکا - ساحل عاج - کرواسی - کوبا - قبرس - چک - دانمارک - دومینیکن - اکوادور - مصر - السالوادور - استونی - اتیوپی - جزایر فارو - فیجی - فنلاند - فرانسه - گابن - گرجستان - آلمان - غنا - بریتانیای کبیر | - یونان - گواتمالا - گینه - هائیتی - هندوراس - هنگ کنگ - مجارستان - ایسلند - هند - اندونزی - ایران - عراق - ایرلند - اسرائیل - ایتالیا - جامائیکا - ژاپن - اردن - قزاقستان - کنیا - کویت - قرقیزستان - لائوس - لتونی - لبنان - لسوتو - لیتوانی - لوکزامبورگ - لیبی - ماکائو - مقدونیه شمالی - ماداگاسکار - مالزی - مالی - مالت - موریس - مکزیک - مولدووا - مغولستان - مونته‌نگرو - مراکش - میانمار - نامیبیا - نپال - هلند - نیوزیلند - نیجر - نیجریه - نروژ - عمان | - پاکستان - فلسطین - پاناما - پاپوآ گینهٔ نو - پرو - فیلیپین - لهستان - پرتغال - پورتوریکو - قطر - رومانی - روسیه - رواندا - ساموآ - عربستان سعودی - سنگال - صربستان - سنگاپور - اسلواکی - اسلوونی - آفریقای جنوبی - کرهٔ جنوبی - اسپانیا - سری‌لانکا - سورینام - سوئد - سوئیس - سوریه - چین تایپه - تاجیکستان - تانزانیا - تایلند - تیمور شرقی - تونگا - تونس - ترکیه - ترکمنستان - اوگاندا - اوکراین - امارات متحدهٔ عربی - ایالات متحده آمریکا - اروگوئه - ازبکستان - وانواتو - ونزوئلا - ویتنام - زامبیا - زیمبابوه |

## جدول مدال‌ها
| رتبه | کشور                | طلا | نقره | برنز | مجموع |
| ۱    | چین                 | ۸۹  | ۷۰   | ۵۲   | ۲۱۱   |
| ۲    | بریتانیای کبیر      | ۴۲  | ۲۹   | ۳۱   | ۱۰۲   |
| ۳    | ایالات متحده آمریکا | ۳۶  | ۳۵   | ۲۸   | ۹۹    |
| ۴    | اوکراین             | ۲۴  | ۱۸   | ۳۲   | ۷۴    |
| ۵    | استرالیا            | ۲۳  | ۲۹   | ۲۷   | ۷۹    |
| ۶    | آفریقای جنوبی       | ۲۱  | ۳    | ۶    | ۳۰    |
| ۷    | کانادا              | ۱۹  | ۱۰   | ۲۱   | ۵۰    |
| ۸    | روسیه               | ۱۸  | ۲۲   | ۲۳   | ۶۳    |
| ۹    | برزیل               | ۱۶  | ۱۴   | ۱۷   | ۴۷    |
| ۱۰   | اسپانیا             | ۱۵  | ۲۱   | ۲۲   | ۵۸    |